# Polyesteramide
Polyesteramide sind biologisch abbaubare Kunststoffe, die unter dem Handelsnamen BAK geführt werden. 
Polyersteramide werden zum Beispiel aus ε-Caprolactam, Adipinsäure und 1,4-Butandiol synthetisiert. 
Die Monomere der Polyesteramide sind über Ester- und Amidbindungen miteinander verknüpft, welche eine gute Angreifbarkeit für Bakterien bieten. Zudem sind alle Monomere für die Bakterien verwendbar und werden der Zellatmung zugeführt, bei der die Monomere zu Kohlenstoffdioxid, Wasser und Biomasse abgebaut werden. Die Abbaubarkeit kann jedoch durch verschiedene Massenanteilen von Ester- und Amidgruppen und den Mengenanteilen von den Monomeren beeinflusst werden. Bis zu einem Esteranteil von 30 Gewichtsprozent findet in einem Zeitraum von 65 Tagen so gut wie kein Abbau statt. Bei 40 Prozent Esteranteil ist der Abbau im gleichen Zeitraum bereits beträchtlich. Polyesteramid findet in der Industrie viele Anwendungsbereiche und lässt sich genauso wie herkömmliche Kunststoffe verarbeiten. Jedoch ist der prozentuale Marktanteil aufgrund der hohen Herstellungskosten relativ gering.